# Ronald C. Arkin
Pour les articles homonymes, voir Arkin.
 (février 2013).
Ronald Craig Arkin (né en 1949 à New York) est un roboticien et roboéthicien américain, professeur à la School of Computing du Georgia Institute of Technology. Il est surtout connu pour avoir développé la technique de cartographie robotique dite du « schéma moteur » et pour son livre Behavior-Based Robotics paru en 1998.

## Ouvrages

### Livres
- (en) Arkin, R. C. : Towards Cosmopolitan Robots: Intelligent Navigation in Extended Man-made Environments, University of Massachusetts Amherst, 1987[1] ;
- (en) Arkin, R. C. : Behavior-Based Robotics, MIT Press, 1998  (ISBN 0-262-01165-4)[2].

### Article
- (en) Arkin, R. C. : « Motor schema-based mobile robot navigation » in The International Journal of Robotics Research vol. 8, no 4, pp. 92–112 DOI 10.1177/027836498900800406.